# Harpa Þorsteinsdóttir
Harpa Þorsteinsdóttir (født 27. juni 1986) er en islandsk fodbolspiller. Hun spiller som angriber for Stjarnan og Islands landshold.

## Klubkarriere
Hun spillede for Stjarnan fra 2002 til 2007 før hun skiftede til Breiðablik. I 2011 skiftede hun tilbage til Stjarnan. I 2013 var Harpa topscorer i Úrvalsdeild med 28 måli 18 kampe.

## International karriere
Harpa fik sin debut på Islands landshold i marts 2006 i en venskabskamp mod England på Carrow Road. Hun brækkede benet i juli 2009 og måtte forlade Islands trup til EM i fodbold 2009, i stedet fik Kristín Ýr Bjarnadóttir hendes plads.
Landsholdstræner Siggi Eyjólfsson udtog Harpa i Islands trup til EM i fodbold 2013.

## Privatliv
I april 2011 fødte Harpa en søn, Steinar Karl. Hun vendte tilbage til fodbolden tre måneder senere.

## Hæder

### Klub
Stjarnan
Vinder
- Úrvalsdeild: 2011
- Bikarkeppni kvenna (Pokalturnering): 2012
- Islandske kvinders League Cup: 2013
- Islandske kvinders Super Cup: 2012

Toere
- Islandske kvinders Super Cup: 2013